# Генрик Сальвер

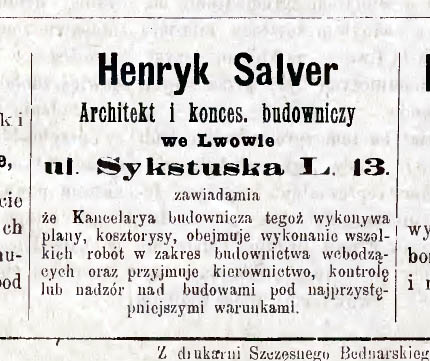

Ге́нрик (Герш) Са́львер (пол. Henryk Salver, деколи Salwer; 1858 Перемишль — 1913, Львів) — львівський архітектор.

## Життєпис
Народився 1858 року в Перемишлі. Закінчив реальну школу. Протягом 1879—1884 років навчався на відділі будівництва у Цісарсько-королівській політехнічній школі. Працював у Львові, де мав власне проєктно-будівельне бюро. Член Товариства будівничих у Львові, а також Товариства для розвитку і прикрашення міста. Співпрацював з Якубом Крохом та Юзефом Авіном. Неодноразово призначався присяжним у Львові.

## Споруди у Львові
- Триповерховий житловий будинок на вулиці Кониського, 3 для Герша Гайльберґа (1891)[6].
- Прибутковий будинок на вулиці Балабана, 5 для Зигмунта Ельстера (1892)[7].
- Вілла у швейцарському стилі з елементами ранньої сецесії на вулиці Ярославенка, 21 (1892).[8]
- Триповерховий дім на вулиці Городоцькій, 55 (1894). Колишній готель «Панський»[9][10].
- Будинок на вулиці Мартовича, 5 (1905—1906)[11].
- Будинок на вулиці Богомольця, 11а (1906)[12].
- Влаштування хасидської синагоги «Бейт Цві Зеєв Рапп» на першому поверсі будинку на вулиці Балабана, 5 (співавтор Михайло Макович; 1906)[13].
- Прибудова офіцин на подвір'ї будинків на вулиці Лемківській, 8, 10 (співавтор Станіслав Борковський; 1909)[14].
- Будинок на нинішній вулиці Глибокій, 16, на розі з вулицею Японською (1910, співавтор Ігнатій Віняж)[15].
- Будинок на вулиці Івана Франка, 90 (1910)[16].
- Прибуткові будинки на вулиці Новий Світ (1905—1910, співавтор Якуб Крох)[16].
- Житловий будинок на вулиці Дорошенка, 14 (1911, співавтор Юзеф Авін)[17].
- Перші корпуси фабрики цукру, шоколаду та какао «Hazet» на вулиці Софії Яблонської, 21-23 (1910–1912, нині кондитерська фабрика «Світоч»). Було застосовано нові залізобетонні конструкції, а фасад відзначався геометричними лаконічними формами (1929 року перебудовано)[18].
- Будинок на вулиці Дніпровській, 8 (1912)[19].
- Реконструкція синагоги Бет Гамідраш на нинішній вулиці Сянській, 5 (1912, спільно з Володимиром Підгородецьким)[20].
- Перебудова вілли на вулиці Каліча Гора, 24 у стилі неокласизцму (1929)[21].

## Родина
Був одружений з Феліцією (Фейґе, Фанні) Тілле Мешель. Мав з нею двох дітей — Мальвіну (Муху, Мішу) Сальвер (нар. 1895) і Кароля Сальвера (нар. 1900). Мешкали на вулиці Ткацькій, 12.